# Пассажир с «Экватора»
«Пассажир с „Экватора“» — советский детский художественный фильм, снятый в 1968 году режиссёром Александром Курочкиным.

## Сюжет
Юный пловец Ильмар плывёт на теплоходе «Экватор» в пионерский лагерь, расположенный где-то на берегу Чёрного моря. Случайно он становится свидетелем странного события: один из пассажиров, иностранец (он же фокусник и «коммерсант») мистер Пипп тайно бросает в море подозрительный предмет (радиобуй). Пипп обнаруживает мальчика и, опасаясь разоблачения, сталкивает его за борт, причём на теплоходе этого никто не замечает.
Некоторое время спустя вожатый пионерского отряда обнаруживает на берегу штормящего моря Ильмара, который не помнит, как оказался в воде. Всё выглядит так, как будто он упал в воду с пирса. Вскоре Ильмару и его новым друзьям по пионерлагерю предстоит вновь встретиться с таинственным иностранцем…

## В ролях
- Юрий Крюков — Ильмар
- Юрий Пюсс — Гленн
- Вячеслав Цюпа — Андре
- Виктор Морус — Игорь
- Татьяна Горячкина — Галя
- Игорь Пушаков — Таратута
- Сергей Макридин — Женька
- Михаил Волков — Филипп Максимович Ключик, инженер-гидроакустик, сотрудник КГБ
- Александр Мартынов — Марат, вожатый
- Арина Алейникова — Наташа, медсестра
- Владимир Кенигсон — Павел Александрович Габуш
- Юрий Чекулаев — мистер Пипп, пассажир-«коммерсант»
- Николай Горлов — «Лунь», старик
- Тамара Яренко — Тамара Яковлевна Калинина, начальник пионерлагеря
- Леонид Довлатов — врач
- Леонид Окунев

### Озвучивание
- Елена Камбурова — исполнение песни «Маленький принц»

## Съёмочная группа
- Автор сценария: Арнольд Негго
- Режиссёр: Александр Курочкин
- Оператор: Юрий Малиновский
- Художник: Мария Фатеева
- Композитор: Микаэл Таривердиев
- Тексты песен: Николай Добронравов
- Звукооператор: Борис Голев
- Дирижёр: Давид Штильман
- Песню исполняет: Елена Камбурова
- Постановка трюков: Арутюн Акопян

## Технические данные
- Производство: Киностудия имени М. Горького.
- Художественный фильм, односерийный, телевизионный, цветной.

## Факты
- Фильм снимался сразу в двух пионерских лагерях: ВПЛ «Артек» и «Каскад» в городе Алушта. Съёмки проходили также и в лагере «Кастель» (костровая и стадион).